# Presidenti della Federazione Italiana Giuoco Calcio
Il presidente della Federazione Italiana Giuoco Calcio è l'organo dell'associazione che la rappresenta nella sua unità e legalmente. È eletto dall'Assemblea Federale, per un quadriennio olimpico, ed ha la responsabilità generale dell'area tecnico-sportiva ed esercita le funzioni apicali di programmazione, indirizzo e controllo relative al perseguimento dei risultati agonistici a livello nazionale e internazionale.
Dal 22 ottobre 2018 il presidente è Gabriele Gravina.

## Elenco cronologico
Lista dei presidenti eletti, ad interim, vicepresidenti facente funzione, commissari e reggenti succedutisi alla guida della Federazione Italiana Giuoco Calcio.
Le fonti principali, il sito della Federazione stessa e quello del Comitato Olimpico Nazionale Italiano, divergono sull'elenco cronologico delle personalità che hanno ricoperto tale ruolo. Le differenze sono riferite soprattutto al periodo della Seconda Guerra Mondiale, quando ad un Paese diviso in due tra il Regno d'Italia, occupato dagli alleati al sud della penisola, e la Repubblica Sociale Italiana al centro-nord, si contrappongono due FIGC legittimate entrambe da due CONI che nominano ognuna i rispettivi commissari.
|                  | Mario Vicarj                              | 26 marzo 1898     | 1905 | Primo presidente eletto della Federazione Italiana del Football, con sede a Torino. Dal 15 al 26 marzo, l'Assemblea Costituente fu presieduta da Enrico D'Ovidio. |
|                  | Giovanni Silvestri                        | 1905              | 1907 | Presidente eletto dall'Assemblea Federale. La FIF sposta la propria sede da Torino a Milano e viene riconosciuta dalla Fédération Internationale de Football Association (FIFA), fondata nel 1904. Non viene rieletto per non aver preso provvedimenti disciplinari a seguito dei disordini avvenuti durante l'incontro Juventus-Genoa. |
|                  | Emilio Barbiano di Belgiojoso d'Este      | 10 novembre 1907  | 1909 | Presidente eletto dall'Assemblea Federale. |
|                  | Luigi Bosisio                             | 1909              | 1910 | Presidente eletto dall'Assemblea Federale per la stagione 1909-1910. La federazione cambia nome in Federazione Italiana Giuoco Calcio. Il 15 maggio 1910 esordisce la nazionale a Milano contro la Francia, vincendo 6-2. |
|                  | Felice Radice                             | 1910              | 1911 | Presidente eletto dall'Assemblea Federale. La nazionale indossa per la prima volta la maglia azzurra. |
|                  | Alfonso Ferrero de Gubernatis Ventimiglia | 1911              | 1912 | Presidente eletto dall'Assemblea Federale. La FIF risposta la sede da Milano a Torino. Si dimette nell'estate del 1912. |
|                  | Emilio Valvassori                         | 1912              | 1912 | Presidente ad interim dopo le dimissioni di Alfonso Ferrero de Gubernatis Ventimiglia. |
|                  | Vittorio Rignon                           | 31 agosto 1912    | 1913 | Presidente eletto dall'Assemblea Federale. |
|                  | Luigi De Rossi                            | 1913              | 1913 | Presidente eletto dall'Assemblea Federale, rifiuta l'incarico. |
|                  | Francesco Mauro                           | 1913              | 1914 | Reggente. |
|                  | Carlo Montù                               | 1914              | 1915 | Presidente eletto dall'Assemblea Federale. |
|                  | Francesco Mauro                           | 1915              | 1919 | Presidente ad interim durante la Prima Guerra Mondiale. |
|                  | Carlo Montù                               | 13 aprile 1919    | 1920 | Presidente eletto dall'Assemblea Federale. Si dimette per divergenze sulla partecipazione della nazionale al torneo olimpico 1920. |
|                  | Francesco Mauro                           | 1920              | 4 luglio 1920 | Presidente ad interim dopo le dimissioni di Carlo Montù. |
| 4 luglio 1920    | Francesco Mauro                           | 1 ottobre 1920    | Presidente eletto dall'Assemblea Federale. La FIGC risposta la sede da Torino a Milano. Si dimette per facilitare una intesa con i club dissidenti della Lega Italiana Giuoco del Calcio.                                                                                            | |
|                  | Luigi Bozino                              | 2 ottobre 1920    | 23 luglio 1921 | Presidente eletto dall'Assemblea Federale. La FIGC risposta la sede da Milano a Torino. |
|                  | Giovanni Lombardi                         | 24 luglio 1921    | 21 agosto 1922 | Presidente eletto dall'Assemblea Federale, nella seduta in cui avvenne la scissione della Confederazione Calcistica Italiana (il cui primo presidente è Luigi Bozino). |
| 21 agosto 1922   | Giovanni Lombardi                         | 12 agosto 1923    | Presidente rieletto dall'Assemblea Federale, nella prima seduta dopo la riunificazione con la Confederazione Calcistica Italiana (retta al momento della fusione dal secondo presidente Edoardo Pasteur). Si dimette l'anno seguente.                                                | |
|                  | Luigi Bozino                              | 12 agosto 1923    | 3 novembre 1923 | Presidente eletto dall'Assemblea Federale. Si dimette per il caso Gay. |
|                  | Carica vacante                            | 9 febbraio 1924   | 26 luglio 1924 | Direttorio eletto dal C.F., composto da: Felice Tonetti, Roberto Gera, Luigi Bianchetti, Paride Nicolato, Enrico Bassani, Duilio Ripardelli ed Edoardo Pasteur. Rimane in carica fino a nuovo elezione di un presidente. |
|                  | Luigi Bozino                              | 27 luglio 1924    | 27 giugno 1926 | Presidente eletto dall'Assemblea Federale. Rimette il mandato nelle mani del presidente del CONI. |
|                  | Lando Ferretti                            | 27 giugno 1926    | 2 agosto 1926 | Commissario in quanto presidente del CONI, in carica fino all'approvazione della Carta di Viareggio. |
|                  | Leandro Arpinati                          | 2 agosto 1926     | 6 maggio 1933 | Presidente del Direttorio federale nominato dal presidente del CONI. La FIF sposta la sede da Torino a Bologna (nel 1926) e infine a Roma, sede attuale, nel 1929. La nazionale vince il suo primo trofeo, la Coppa Internazionale 1927-1930. |
|                  | Giorgio Vaccaro                           | 6 maggio 1933     | 21 agosto 1942 | Presidente nominato dal segretario del PNF. L'Italia ospita il mondiale 1934, vinto dalla nazionale, che conquista anche la Coppa Internazionale 1933-1935, il torneo olimpico 1936 e il mondiale 1938. |
|                  | Luigi Ridolfi Vay da Verrazzano           | 21 agosto 1942    | 25 luglio 1943 | Presidente nominato dal segretario del PNF. Decade con l'azzeramento di tutte le cariche sportive, seguite alla caduta del fascismo. |
|                  | Alberto Bonacossa                         | 12 agosto 1943    | 21 agosto 1943 | Presidente temporaneo di tutte le federazioni sportive, in qualità di commissario straordinario del CONI (nominato dal Governo Badoglio I). Lascia la presidenza temporanea a seguito di nomina di un nuovo commissario della federazione. |
|                  | Giovanni Mauro                            | 21 agosto 1943    | 8 settembre 1943 | Commissario straordinario nominato dal commissario CONI Alberto Bonacossa. Con l'Italia divisa a metà tra la Repubblica Sociale Italiana e il Regno d'Italia, nascono in seguito due federazioni, che scelgono entrambe nuovi commissari/reggenti. |
|                  | Carica vacante                            | 8 settembre 1943  | 28 luglio 1944 | I funzionari Paolo Ventura e Giuseppe Malvicini rimasero de facto alla guida della FIGC legittima, anche se in assenza di un CONI operante per il Regno d'Italia. A sua volta, la RSI aveva creato un proprio CONI che aveva nominato commissari della FIGC illegittima: - Ettore Rossi (27 novembre 1943-14 marzo 1944); - Ferdinando Pozzani (5 luglio 1944-25 aprile 1945). Ricostituito il CONI legittimo del Regno d'Italia nell'estate 1944, sotto la guida di Giulio Onesti furono nominati reggenti della FIGC legittima: - Fulvio Bernardini; - Ottorino Barassi. Con la liberazione del centro-nord dalla RSI il 25 aprile 1945, in attesa di riunificare il Paese, il CLN nominò Alessandro Frigerio commissario CONI per l'"Alta Italia", che a sua volta scelse Giovanni Mauro quale reggente FIGC per quei territori. |
|                  | Fulvio Bernardini                         | 28 luglio 1944    | 2 novembre 1944 | I funzionari Paolo Ventura e Giuseppe Malvicini rimasero de facto alla guida della FIGC legittima, anche se in assenza di un CONI operante per il Regno d'Italia. A sua volta, la RSI aveva creato un proprio CONI che aveva nominato commissari della FIGC illegittima: - Ettore Rossi (27 novembre 1943-14 marzo 1944); - Ferdinando Pozzani (5 luglio 1944-25 aprile 1945). Ricostituito il CONI legittimo del Regno d'Italia nell'estate 1944, sotto la guida di Giulio Onesti furono nominati reggenti della FIGC legittima: - Fulvio Bernardini; - Ottorino Barassi. Con la liberazione del centro-nord dalla RSI il 25 aprile 1945, in attesa di riunificare il Paese, il CLN nominò Alessandro Frigerio commissario CONI per l'"Alta Italia", che a sua volta scelse Giovanni Mauro quale reggente FIGC per quei territori. |
|                  | Ottorino Barassi                          | 4 dicembre 1944   | 13 maggio 1946 | I funzionari Paolo Ventura e Giuseppe Malvicini rimasero de facto alla guida della FIGC legittima, anche se in assenza di un CONI operante per il Regno d'Italia. A sua volta, la RSI aveva creato un proprio CONI che aveva nominato commissari della FIGC illegittima: - Ettore Rossi (27 novembre 1943-14 marzo 1944); - Ferdinando Pozzani (5 luglio 1944-25 aprile 1945). Ricostituito il CONI legittimo del Regno d'Italia nell'estate 1944, sotto la guida di Giulio Onesti furono nominati reggenti della FIGC legittima: - Fulvio Bernardini; - Ottorino Barassi. Con la liberazione del centro-nord dalla RSI il 25 aprile 1945, in attesa di riunificare il Paese, il CLN nominò Alessandro Frigerio commissario CONI per l'"Alta Italia", che a sua volta scelse Giovanni Mauro quale reggente FIGC per quei territori. |
| 15 maggio 1946   | Ottorino Barassi                          | 13 gennaio 1951   | Presidente eletto dal Consiglio Nazionale delle Leghe. | |
| 13 gennaio 1951  | Ottorino Barassi                          | 31 luglio 1954    | Presidente rieletto dal Consiglio Nazionale delle Leghe. La FIGC è tra le federazioni nazionali europee costituenti nel 1954 l'Union of European Football Associations (UEFA). | |
| 31 luglio 1954   | Ottorino Barassi                          | 11 agosto 1958    | Presidente rieletto dal Consiglio Nazionale delle Leghe. Si dimette a seguito della mancata qualificazione della nazionale di calcio dell'Italia al mondiale 1958. | |
|                  | Bruno Zauli                               | 14 agosto 1958    | 10 agosto 1959 | Commissario straordinario nominato dalla Giunte esecutiva del CONI, fino a nuove elezioni federali. Inaugura il Centro tecnico federale Luigi Ridolfi a Firenze. |
|                  | Umberto Agnelli                           | 10 agosto 1959    | 7 agosto 1961 | Presidente eletto dall'Assemblea Federale. Rimette il mandato dopo 2 anni per «impegni di carattere personale». |
|                  | Giuseppe Pasquale                         | 7 agosto 1961     | 5 aprile 1965 | Presidente eletto dall'Assemblea Federale. |
| 5 aprile 1965    | Giuseppe Pasquale                         | 27 agosto 1967    | Presidente rieletto dall'Assemblea Federale. Rassegna le dimissioni in anticipo, il 28 aprile 1967, per «conclusione del programma», mantenendo le piene funzioni fino alle nuove elezioni federali.                                                                                 | |
|                  | Artemio Franchi                           | 27 agosto 1967    | 29 luglio 1968 | Presidente eletto dall'Assemblea Federale. L'Italia ospita l'europeo 1968, vinto dalla nazionale. |
| 29 luglio 1968   | Artemio Franchi                           | 29 luglio 1972    | Presidente rieletto dall'Assemblea Federale. La nazionale è finalista al mondiale 1970. | |
| 29 luglio 1972   | Artemio Franchi                           | 14 aprile 1976    | Presidente rieletto dall'Assemblea Federale. A causa degli impegni dovuti alla contemporanea presidenza dell'UEFA e vicepresidenza della FIFA, ai sensi dell'art. 10 dello Statuto FIGC lascia le funzioni di presidente al vicepresidente.                                          | |
|                  | Franco Carraro                            | 14 aprile 1976    | 1 agosto 1976 | Vicepresidente reggente, a seguito degli impegni di Artemio Franchi, assume le funzioni del presidente ai sensi dell'art. 10 dello Statuto della FIGC. |
| 1 agosto 1976    | Franco Carraro                            | 4 agosto 1978     | Presidente eletto dall'Assemblea Federale. Si dimette a seguito della sua elezione a presidente del CONI. | |
|                  | Artemio Franchi                           | 4 agosto 1978     | 8 dicembre 1978 | Vicepresidente reggente, a seguito delle dimissioni di Franco Carraro eletto alla presidenza del CONI, fino a nuove elezioni federali. |
| 8 dicembre 1978  | Artemio Franchi                           | 3 agosto 1980     | Presidente eletto dall'Assemblea Federale. L'Italia ospita l'europeo 1980. Non si ricandida al termine del mandato. | |
|                  | Federico Sordillo                         | 3 agosto 1980     | 29 agosto 1984 | Presidente eletto dall'Assemblea Federale, con Artemio Franchi presidente onorario. La nazionale vince il mondiale 1982. |
| 29 agosto 1984   | Federico Sordillo                         | 4 luglio 1986     | Presidente rieletto dall'Assemblea Federale. Si dimette a seguito dell'eliminazione della nazionale dal mondiale 1986. | |
|                  | Franco Carraro                            | 9 luglio 1986     | 29 luglio 1987 | Commissario straordinario, nominato dalla Giunta esecutiva del CONI. Si dimette da commissario poiché nominato ministro del turismo e dello spettacolo nel Governo Goria. |
|                  | Andrea Manzella                           | 29 luglio 1987    | 1º novembre 1987 | Vicecommissario straordinario di Franco Carraro dimissionario, reggente fino a nuove elezioni federali. |
|                  | Antonio Matarrese                         | 1º novembre 1987  | 2 agosto 1992 | Presidente eletto dall'Assemblea Federale. L'Italia ospita il mondiale 1990, nel quale la nazionale ottiene il terzo posto. |
| 2 agosto 1992    | Antonio Matarrese                         | 11 agosto 1996    | Presidente rieletto dall'Assemblea Federale. La nazionale è finalista al mondiale 1994. Non si ricandida al termine del mandato. | |
|                  | Raffaele Pagnozzi                         | 12 agosto 1996    | 13 dicembre 1996 | Commissario straordinario, nominato dalla Giunta esecutiva del CONI, in quanto la FIGC non riesce ad eleggere il successore di Antonio Matarrese. |
|                  | Luciano Nizzola                           | 14 dicembre 1996  | 19 novembre 2000 | Presidente eletto dall'Assemblea Federale. La nazionale è finalista all'europeo 2000. Non viene rieletto al termine del mandato. |
|                  | Gianni Petrucci                           | 9 dicembre 2000   | 31 ottobre 2001 | Commissario straordinario, nominato dalla Giunta esecutiva del CONI, in quanto la FIGC non riesce ad eleggere il successore di Luciano Nizzola. Mandato prorogato fino a nuove elezioni federali. |
|                  | Franco Carraro                            | 28 dicembre 2001  | 14 febbraio 2005 | Presidente eletto dall'Assemblea Federale. |
| 14 febbraio 2005 | Franco Carraro                            | 8 maggio 2006     | Presidente rieletto dall'Assemblea Federale. Si dimette per il delinearsi dello scandalo del calcio italiano del 2006. | |
|                  | Guido Rossi                               | 16 maggio 2006    | 19 settembre 2006 | Commissario straordinario, nominato dalla Giunta esecutiva del CONI, per gestire la situazione di emergenza creatasi dopo lo scandalo del calcio italiano del 2006. La nazionale vince il mondiale 2006. Si dimette da commissario dopo la nomina del 15 settembre a presidente di Telecom Italia. |
|                  | Luca Pancalli                             | 21 settembre 2006 | 1 aprile 2007 | Commissario straordinario, nominato dalla Giunta esecutiva del CONI, fino a nuove elezioni federali. |
|                  | Giancarlo Abete                           | 2 aprile 2007     | 23 marzo 2009 | Presidente eletto dall'Assemblea Federale. |
| 23 marzo 2009    | Giancarlo Abete                           | 14 gennaio 2013   | Presidente rieletto dall'Assemblea Federale. La nazionale è finalista all'europeo 2012. | |
| 14 gennaio 2013  | Giancarlo Abete                           | 11 agosto 2014    | Presidente rieletto dall'Assemblea Federale. La nazionale è terza nella FIFA Confederations Cup 2013. Si dimette dopo l'eliminazione della nazionale al primo turno della mondiale 2014.                                                                                             | |
|                  | Carlo Tavecchio                           | 11 agosto 2014    | 6 marzo 2017 | Presidente eletto dall'Assemblea Federale. |
| 6 marzo 2017     | Carlo Tavecchio                           | 29 gennaio 2018   | Presidente rieletto dall'Assemblea Federale. Si dimette per la mancata qualificazione della nazionale al mondiale 2018. | |
|                  | Roberto Fabbricini                        | 1 febbraio 2018   | 22 ottobre 2018 | Commissario straordinario, nominato dalla Giunta esecutiva del CONI, fino a nuove elezioni federali. |
|                  | Gabriele Gravina                          | 22 ottobre 2018   | 22 febbraio 2021 | Presidente eletto dall'Assemblea Federale. |
| 22 febbraio 2021 | Gabriele Gravina                          | 3 febbraio 2025   | Presidente rieletto dall'Assemblea Federale. L'Italia ospita alcuni incontri dell'europeo 2020, vinto dalla nazionale. La nazionale ottiene il terzo posto nelle edizioni 2020-2021 e 2022-2023 della UEFA Nations League. La nazionale fallisce la qualificazione al mondiale 2022. | |
| 3 febbraio 2025  | Gabriele Gravina                          | In carica         | Presidente rieletto dall'Assemblea Federale. | |